# Білютінська копальня
Білютінська копальня – гірничодобувний майданчик в Бурятії (Росія).
В 1966 році в Іркутській області на хімічному комбінаті в Усольї-Сибірському запустили потужне виробництво карбіду кальцію (що мало стати основою для продукування полівінілхлориду та синтетичного каучуку). Ключовою сировиною для нього є хімічно чисті (високоякісні) вапняки, з яких шляхом випалу отримують вапно (що потім переплавляють з вугіллям на карбід). Джерелом таких вапняків стало розташоване по інший бік Байкалу Білютінське родовище, на якому в 1965 році завершили спорудження першої черги кар’єру та дробильно-сортувальної фабрики потужністю 300 тисяч тонн на рік. Доставка продукції до Усолья-Сибірського відбувалась за допомогою залізниці.
В 1976-му ввели в дію що одну дробильно-сортувальну установку з річним показником у 200 тисяч тонн, а у 1989-му видобуток вапняку досягнув 1,1 млн тонн. При цьому варто відзначити, що окрім хімічно чистих вапняків Білютінська копальня також продукує менш якісні вапняки, споживачем яких є Тимлюйський цементний завод. 
В 1990-х роках на тлі краху планової економіки хімкомбінат в Усольї потрапив у кризу та кардинально скоротив виробництво, а в 2010-му взагалі зупинив більшість цехів (і далі збанкрутував). Втім, копальня продовжує видобувати доволі значні обсяги для забезпечення потреб цементного виробництва – якщо станом на кінець 2008 року накопичений з початку розробки видобуток становив 23,5 млн тонн, то в 2024 році цей показник вже досягнув 29 млн тонн (що потребувало зняття 68 млн тонн розкривних порід).